# اوبری دیوید نیکلاس جاسپر دی گری
اوبری دیوید نیکلاس جاسپر دی گری (به انگلیسی: Aubrey David Nicholas Jasper de Grey) (زاده ۲۰ آوریل سال ۱۹۶۳) یک نویسنده انگلیسی و پیری‌شناس در پزشکی است. او در حال حاضر رئیس بنیاد تحقیقاتی SENS است ونیز سردبیر ارشد مجله علمی و تحقیقاتی جوان‌سازی است.‌گری در حال حاضر استاد بین‌المللی کمکی مؤسسه فیزیک و تکنولوژی مسکو، یکی از اعضای انجمن پیری‌شناسی آمریکا و نیز مؤسسه اخلاق و فناوری‌های نوظهور است. با او در سال‌های اخیر توسط منابع خبری برجسته‌ای مصاحبه شده‌است، از جمله CBS 60 دقیقه، بی‌بی‌سی، نیویورک تایمز، مجله فورچون، واشینگتن پست، TED و گزارش کلبرت و البته عضو هیئت مشورتی Flooved ld نیز می‌باشد. او برای نظریه‌اش در مورد فناوری‌هایی که در پزشکی ممکن است انسان امروز را قادر سازند به‌طور نامحدود زندگی کنند شناخته شده‌است.
تحقیقات‌گری بر روی این متمرکز است که آیا پزشکی احیاکننده می‌تواند از روند پیری جلوگیری کند یا خیر؟
گری در توسعه نظریه ای فعالیت می‌کند که ” استراتژی برای مهندسی ناچیز پیری” نامیده می‌شود؛ مجموعه ای از تکنیک‌های پیشنهادی برای احیای بدن انسان و جلوگیری از پیری.
بدین منظور، او هفت نوع از آسیب‌های سلولی و مولکولی ناشی از فرایندهای ضروری متابولیک را شناسایی کرده‌است. SENS یک پنل پیشنهادی است از درمانی که برای تعمیر این آسیب‌ها طراحی شده‌اند.
گری استدلال می‌کند که بسیاری از دانش بنیادی مؤثر مورد نیاز برای توسعه پزشکی ضد پیری هم اینک وجود دارد، و باور دارد علم برتر از بودجه است. او برای شناسایی و ترویج رویکردهای فنی خاص برای واژگونی جنبه‌های مختلف پیری فعالیت می‌کند، به عبارت دیگر همانگونه که خود می‌گوید: “مجموعه ای از عوارض جانبی انباشته از سوخت و ساز بدن است که در نهایت ما را می‌کشد. “

## بودجه بنیاد تحقیقاتی SENS
در سال ۲۰۱۱، دی‌گری تقریباً ۱۶٫۵ میلیون دلار از مرگ مادرش به ارث برده‌است. او ۱۳ میلیون دلارش را برای تأمین بودجه تحقیقات SENS اختصاص داد که باعث شد در سال ۲۰۱۳ بودجه سالانه بنیاد تحقیقات SENS دو برابر و به ۴ میلیون دلار برسد. از دیگر اهداکنندگانی که میلیون‌ها دلار به بنیاد پرداخت کرده‌اند می‌توان به سرمایه‌گذار پیتر تیل اشاره کرد.

## هفت نوع آسیب پیری

### ۱- جهش‌های ژنتیکی – در کروموزوم‌های مبتلا به سرطان به علت جهش هسته ای
این تغییرات به هستهٔ DNA، مولکولی که حاوی اطلاعات ژنتیکی در یوکاریوت‌ها است، یا به پروتئین‌هایی که به nDNA متصل هستند اعمال می‌شوند. جهش‌های خاصی می‌تواند به سرطان منجر شود و با توجه به نظریات گری، جهش‌های غیر سرطانی به پیری در طول عمر طبیعی شرکت ندارند، بنابراین سرطان تنها نقطه پایانی از این نوع از آسیب است که باید به آن پرداخته شود.

### ۲- جهش‌های ژنتیکی – در میتوکندری
میتوکندری قطعاتی در سلول‌های یوکاریوتی هستند که برای تولید انرژی مهم می‌باشند. آن‌ها حاوی مواد ژنتیکی خود، و جهش به DNA شان می‌تواند توانایی سلول برای عملکرد درست را تحت تأثیر قرار دهد. به‌طور غیر مستقیم، این جهش ممکن است بسیاری از جنبه‌های پیری را تسریع بخشد.

### ۳- آشغالها و مواد اضافی- داخل سلولی
سلول‌ها به‌طور مداوم پروتئین و مولکولهایی را که دیگر در بدن قابل استفاده نیستند و نیز می‌توانند مفید یا مضر باشند را تجزیه می‌کنند. مولکول‌هایی که نمی‌توانند به سادگی هضم شوند به عنوان آشغال و مواد اضافی در داخل سلول جمع می‌شوند. تصلب شرایین، تباهی لکه زرد (شایع‌ترین علت کوری در افراد مسن) و بسیاری از انواع بیماری‌های عصبی (مانند آلزایمر) با این مشکل در ارتباط هستند.

### ۴- آشغالها و مواد اضافی- خارج سلولی
پروتئین‌های ناخواسته و مضر می‌توانند در خارج از سلول تجمع یابند. آمیلوئید پلاک فرتوت دیده‌شده در مغز بیماران مبتلا به آلزایمر یک مثال ازآن است.

### ۵- سلول – تعداد بسیار کم
برخی از سلول‌های بدن را نمی‌توان جایگزین کرد، یا تنها می‌توان به آرامی جایگزین کرد؛ این کاهش در تعداد سلول باعث می‌شود که هرچه سن بالاتر می‌رود قلب ضعیف تر شود و باعث اختلال در سیستم ایمنی بدن و بیماری‌هایی مانند پارکینسون شود.

### ۶- سلول – پیر سلولی
این پدیده همانجایی است که در آن برخی سلول‌ها دیگر نمی‌توانند تقسیم شوند، اما همچنین نمی‌میرند و اجازه می‌دهند دیگران تقسیم شوند. آن‌ها همچنین ممکن است کارهایی انجام دهند که قرار نیست انجام دهند، مانند ترشح پروتئینی که ممکن است مضر باشد. پیر سلولی به عنوان علت یا پیامد دیابت قندی نوع ۲ ارائه شده‌است. زوال ایمنی نیز در این پروسه ایجاد می‌شود.

### ۷- اتصالات عرضی پروتئین برون سلولی
سلول‌ها توسط پروتئین‌های متصل‌کننده بهم چسبیده‌اند. هنگامی که تعدادی اتصالات بین سلولی در یک بافت ایجاد شود، بافت می‌تواند کشش خود را از دست دهد و باعث مشکلاتی از جمله تصلب شرایین و پیر چشمی شود.
همچنان‌گری و همکارانش در حال فعالیت و بررسی راه‌های از بین بردن و کم کردن اثرات پیری و طولانی کردن زندگی هستند؛ و در واقع این سؤال را برای ما ایجاد می‌کنند که ایا واقعاً امکان این وجود دارد که ما بتوانیم ۲۰۰ یا ۳۰۰ سال یا حتی بیشتر زندگی کنیم؟ گری معتقد است که اولین انسانی که بیش از ۱۰۰۰ سال زندگی خواهد کرد الان زنده است.